# شاين تومسون (سياسي)
شاين تومسون هو سياسي كندي، ولد في 11 يوليو 1963. انتخب Member of the Legislative Assembly of the Northwest Territories ‏ عن دائرة Nahendeh ‏ (23 نوفمبر 2015 – ).